# C'est dur d'être un homme : Mon cher quartier
Série C'est dur d'être un homme
C'est dur d'être un homme : Une vie simple
(1971) C'est dur d'être un homme : Rêve éveillé
(1972)
Pour plus de détails, voir Fiche technique et Distribution.
C'est dur d'être un homme : Mon cher quartier (男はつらいよ 柴又慕情, Otoko wa tsurai yo: Shibamata bojō) est un film japonais réalisé par Yōji Yamada et sorti en 1972. C'est le 9e film de la série C'est dur d'être un homme.

## Synopsis
Après s’être disputé avec sa famille qui voulait louer sa chambre, Tora-san rencontre Utako, Midori et Mari, trois amies en vacances à la campagne et ils rient beaucoup ensemble. Ils se revoient à Tokyo. Utako vit seule avec son père écrivain et s’occupe de ce dernier. Grâce à sa rencontre avec Tora-san et ses proches, elle va réussir à donner une nouvelle direction à sa vie et se marier. Tora-san se consolera de ses espoirs déçus en reprenant la route et recroisera son « disciple », comme lui grand amateur de saké. 

## Fiche technique
- Titre : C'est dur d'être un homme : Mon cher quartier[1]
- Titre original : 男はつらいよ 柴又慕情 (Otoko wa tsurai yo: Shibamata bojō?)
- Titres anglais : Tora-san's Dear Old Home ; Tora-san's New Romance[2]
- Réalisation : Yōji Yamada
- Scénario : Yōji Yamada et Yoshitaka Asama
- Photographie : Tetsuo Takaha (ja)
- Montage : Iwao Ishii (ja)
- Musique : Naozumi Yamamoto
- Décors : Kiminobu Satō
- Sociétés de production : Shōchiku
- Pays de production :  Japon
- Langue originale : japonais
- Format : couleur — 2,35:1 — 35 mm — son mono
- Genres : comédie dramatique ; romance
- Durée : 108 minutes[3] (métrage : huit bobines - 2 970 m[3])
- Dates de sortie :
  - Japon : 5 août 1972[3]
  - États-Unis : 10 mars 1974[2]

## Distribution
- Kiyoshi Atsumi : Torajirō Kuruma / Tora-san
- Chieko Baishō : Sakura Suwa, sa demi-sœur
- Tatsuo Matsumura : Ryūzō Kuruma, son oncle
- Chieko Misaki (ja) : Tsune Kuruma, sa tante
- Gin Maeda (en) : Hiroshi Suwa, le mari de Sakura
- Yasuhiro Okita : Mitsuo Suwa, le fils de Sakura et de Hiroshi
- Sayuri Yoshinaga : Utako Takami
- Seiji Miyaguchi : Shukichi Takami, le père d'Utako
- Motoko Takahashi (ja) : Midori, amie d'Utako
- Yōko Izumi : Mari, amie d'Utako
- Shunji Sayama (ja) : l'agent immobilier C
- Hisao Dazai (ja) : Umetarō Katsura, le voisin imprimeur
- Taisaku Akino (ja) : Noboru
- Gajirō Satō (ja) : Genko
- Chishū Ryū : Gozen-sama, le grand prêtre

## Autour du film
Le film est classé 6e meilleur film japonais de l'année 1972 par la revue Kinema Junpō,.